# پیشروی دریا

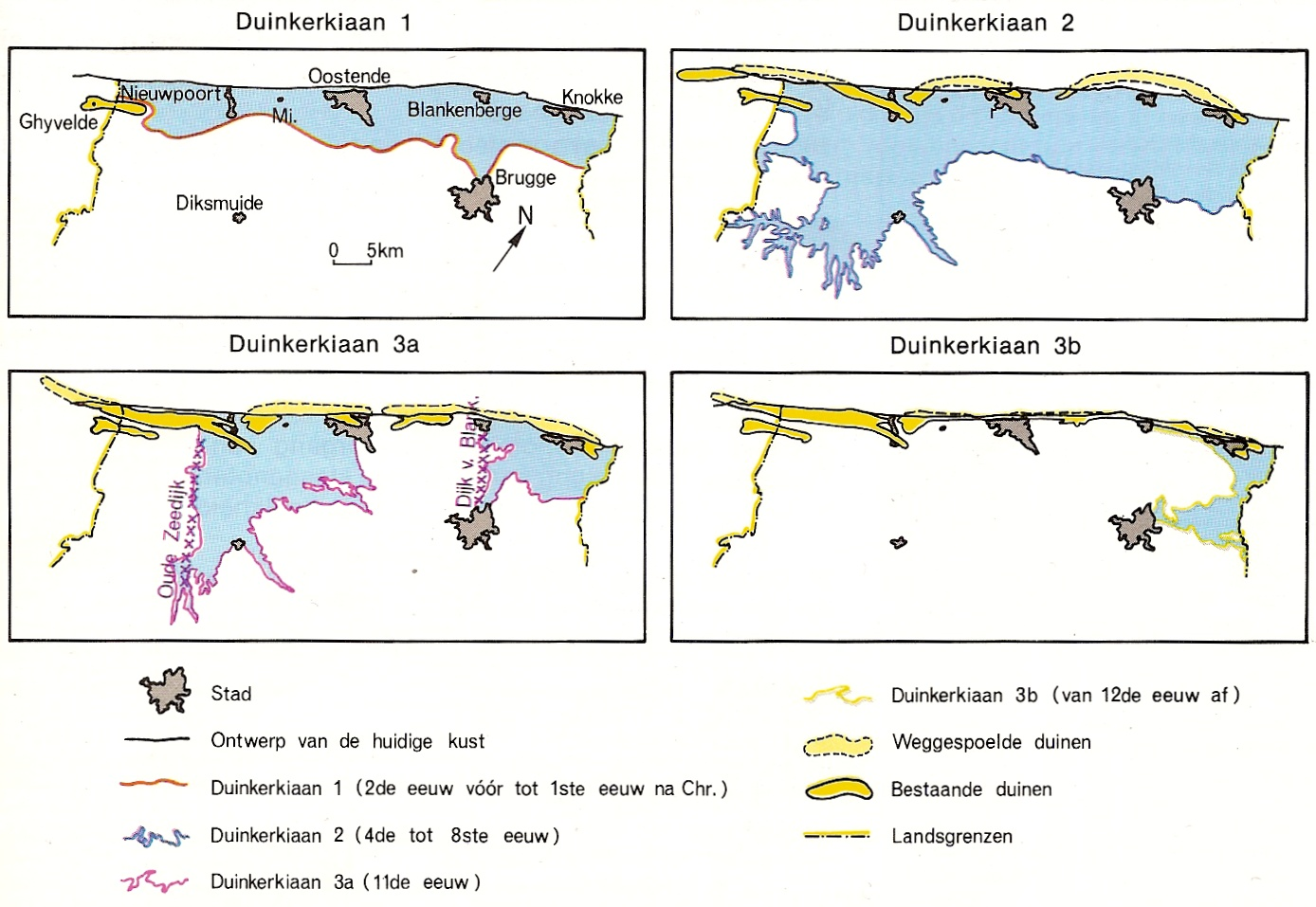
نقشه‌های پیشروی و پسروی دریا در سواحل بلژیک.

پیشروی دریا (انگلیسی: Marine transgression) یک رویداد زمین‌شناختی است که طی آن سطح دریای آزاد نسبت به زمین بالاتر رفته و خط ساحلی به سمت زمین‌های بالاتر حرکت می‌کند و منجر به جاری‌شدن سیل می‌شود. پیشروی دریا می‌تواند در اثر غرق‌شدن زمین یا پرشدن حوضه‌های اقیانوسی با آب یا کاهش ظرفیت آن‌ها ایجاد شود. پیشروی و پسروی دریا ممکن است بر اثر برخی از رویدادهای زمین‌ساختی مانند کوه‌زایی، تغییرات شدید اقلیمی مانند عصرهای یخبندان یا تغییراتی در ایزوستازی ناشی از برداشتن بار یخ یا رسوب پدید آید.
در دوره کرتاسه، گسترش بستر اقیانوس باعث ایجاد یک حوضه اقیانوسی نسبتاً کم‌عمق اطلس به دلیل ایجاد حوضه عمیق‌تر اقیانوس آرام شد. این رویداد ظرفیت حوضه اقیانوسی جهان را کاهش داد و باعث افزایش سطح دریاها در سراسر جهان شد. در نتیجه افزایش سطح دریاها، اقیانوس‌ها به‌طور کامل در بخش مرکزی آمریکای شمالی پیشروی کردند و راه دریایی داخلی غربی از خلیج مکزیک تا اقیانوس شمالگان پدید آمد.
رویداد معکوس پیشروی دریا، پسروی دریا است که در آن سطح دریا نسبت به خشکی کاهش می‌یابد و کف دریای سابق را آشکار می‌کند. در عصر یخبندان پلیستوسن، آنقدر آب زیادی از اقیانوس‌ها برداشته و در خشکی به‌صورت یخچال‌های طبیعی دائمی ذخیره شد که سطح اقیانوس‌ها ۱۲۰ متر پسروی کرد و خشکی منطقه برینگیا میان آلاسکا و آسیا رخنمون یافت.

## رخساره‌های مشخص

نمودارهای سطح مقطعی که تغییر رخساره‌های رسوبی طی فرایندهای پیشروی (هم‌پوشانی) و پسروی (برون‌پوشانی) را نشان می‌دهد

تغییرات در رخساره‌های رسوبی می‌تواند پیشروی و پسروی دریاها را نشان دهد و و اغلب به دلیل شرایط منحصر به فرد مورد نیاز برای نهشته‌گذاری هر نوع رسوب، به راحتی قابل شناسایی هستند. به عنوان مثال، سنگ‌های آواری درشت‌دانه مانند شن و ماسه معمولاً در محیط‌های نزدیک ساحل و با انرژی بالا نهشته‌گذاری می‌کنند؛ رسوبات دانه‌ریز مانند لای و گِل‌های کربناتی دورتر از ساحل، در آب‌های عمیق‌تر و با انرژی پایین‌تر نهشته می‌شوند.
بنابراین، زمانی که تغییری در رخساره‌های نزدیک ساحل (مانند ماسه‌سنگ) تا رخساره‌های فراساحلی (مانند مارن) از قدیمی‌ترین تا جوان‌ترین سنگ‌ها ایجاد می‌شود، پیشروی دریا، خود را در ستون رسوبی نشان می‌دهد. پسروی دریا الگوی مخالف را با تغییر رخساره‌های فراساحلی به رخساره‌های نزدیک ساحل نشان می‌دهد. چینه‌ها پسروی‌ها را با وضوح کمتری نشان می‌دهند، زیرا لایه‌های بالایی آنها اغلب با یک دگرشیبی فرسایشی مشخص می‌شوند.
هر دوی این‌ها حالت‌های ایدئال است، ولی در عمل، شناسایی پیشروی یا پسروی دریا می‌تواند پیچیده‌تر باشد. به عنوان مثال، یک پسروی ممکن است تنها با تغییر از کربنات‌ها به شیل یا یک پیشروی با تغییر از ماسه‌سنگ به شیل و مانند آن نشان داده شود. تغییرات جانبی در رخساره‌ها نیز مهم است. یک توالی پیشروی دریایی آشکار، در منطقه‌ای که در آن دریای داخلی عمیق بوده، نسبت به جایی که با آب کم‌عمق، ممکن است فقط تا حدی دورتر باشد؛ بنابراین، هنگام تفسیر یک ستون رسوبی خاص، باید چنین عواملی را در نظر گرفت.